# Martin Jarvis
Martin Jarvis OBE, född 4 augusti 1941 i Cheltenham, Gloucestershire, är en brittisk skådespelare.

## Roller i urval
- 1967 – Forsytesagan (TV-serie)
- 1970 – Blodsmak
- 1988 – Buster
- 1991 – Kommissarie Morse (TV-serie)
- 1996 – Ett fall för Frost (TV-serie)
- 1997 – Titanic
- 2002 – Kommissarie Lynley (TV-serie)
- 2010 – Agatha Christies Marple (TV-serie)
- 2011 – The Girl with the Dragon Tattoo
- 2012 – Röjar-Ralf (röst)
- 2013 – Poirot (TV-serie)
- 2014 – United Passions